# Naturpark Barnim
Der Naturpark Barnim wurde am 24. September 1998 gegründet. Die Landschaft liegt nördlich von Berlin zwischen den Städten Oranienburg, Liebenwalde, Eberswalde und Bernau und schließt im Süden Teile der Berliner Bezirke Reinickendorf und Pankow mit zirka 4000 Hektar ein.

## Größe, Nutzung, Lage
Der Naturpark ist 749 km² groß, davon sind 55 Prozent Wald, 32 Prozent werden landwirtschaftlich genutzt und 3 Prozent sind Gewässer. Der Rest ist Siedlungs- und Verkehrsfläche. Er ist das einzige länderübergreifende Großschutzgebiet der Länder Berlin und Brandenburg und zugleich der einzige Naturpark im Land Berlin. Der Naturpark umfasst dabei nicht den gesamten Bereich der Barnim-Hochfläche, sondern nur deren westlichen Teil, im Einzelnen: den Westlichen Barnim vollständig und den nördlichen Teil des Mittleren Barnim; der östlich anschließende Hohe Barnim und der Östliche Barnim gehören nicht zum Naturpark. Andererseits ist die Naturparkfläche nach Norden erweitert um einen breiten Streifen aus Teilen der Havelniederung und des Eberswalder Urstromtals.
Die Fläche des Naturparks befindet sich im Dreieck zwischen Oranienburg, Eberswalde und Bernau. Der Naturpark umfasst auf der brandenburgischen Seite Teile der Landkreise  Barnim, Oberhavel und Märkisch-Oderland. Insgesamt leben 65.000 Menschen in 55 Orten im Brandenburger Teil des Großschutzgebietes. Die einbezogene Berliner Naturparkfläche verteilt sich am nördlichen Stadtrand auf die Bezirke Pankow (Ortsteile Buch, Karow, Blankenburg und Blankenfelde) sowie Reinickendorf (Ortsteile Lübars und Frohnau).

## Charakteristik
Die Landschaft ist geprägt durch die aus der Eiszeit stammende Barnimplatte. Sie wird von den beiden Urstromtälern Eberswalde im Norden und Berlin im Süden begrenzt. Im Osten begrenzt das Oderbruch und im Westen das Urstromtal der Havel den Barnim.

## Verwaltung
Der Sitz der Verwaltung des Naturparks ist nach verschiedenen Stationen in der Vergangenheit gemeinsam mit der Naturwacht, dem Förderverein und der Verwaltung des Agrarmuseums in Wandlitz untergebracht. Hier wurde dafür seit 2011 unter Einbeziehung der alten Dorfschule und der Finanzierung durch das Gemeindeamt ein Neubau errichtet. Dieses neue Naturparkzentrum wurde am 7. September 2013 als Barnim Panorama – Naturparkzentrum Agrarmuseum Wandlitz eingeweiht.
Das Naturparkzentrum bietet regelmäßige Veranstaltungen wie einen Tag der Regionen, Ranger bieten Führungen und anderes für Naturinteressierte.